# Anna Blässe
Anna Blässe (Weimar, 27 febbraio 1987) è una calciatrice tedesca, centrocampista del Grasshopper.

## Carriera

### Club
Anna Blässe ha iniziato la sua carriera allo Jena nella 2. Frauen-Bundesliga. Nell'agosto 2006 ha vinto la medaglia d'oro Fritz-Walter-Medaille come migliore giovane calciatrice. Nell'estate 2006 si è trasferita all'Amburgo, debuttando in Frauen-Bundesliga il 5 ottobre 2006 nella sfida contro il Crailsheim. Dopo una sola stagione all'Amburgo, nell'estate 2007 è stata acquistata dal Wolfsburg per la cifra record di 20 000 euro e firmando un contratto biennale fino al 2009. Con il Wolfsburg ha vinto per due volte la Frauen-Bundesliga, per due volte la Coppa di Germania e per due volte la UEFA Women's Champions League.
Nell'estate 2022 dopo aver giocato per 15 anni al Wolfsburg si è trasferita in Svizzera al Grasshopper.

### Nazionale
Anna Blässe ha fatto parte delle rappresentative tedesche giovanili under-19, under-20 ed under-23. In particolare, con la nazionale under-19 tedesca ha vinto il Campionato mondiale femminile Under 19 di calcio 2004 e il Campionato europeo femminile Under 19 di calcio 2006. Nel corso di entrambe le competizioni ha segnato una rete ed entrambe in partite della fase a gironi.
Nel marzo 2015 ha fatto parte della selezione tedesca per la Algarve Cup 2015, andando a sostituire l'infortunata Melanie Behringer. Il 6 marzo 2015 ha fatto il suo esordio nella partita giocata contro la Cina. Il 24 marzo 2015 è stata una delle tre calciatrici escluse dalla lista finale delle convocate dall'allenatrice della nazionale tedesca, Silvia Neid, per il campionato mondiale 2015.

## Palmarès

### Club

#### Competizioni nazionali
- Campionato tedesco: 6

Wolfsburg: 2013-2014, 2016-2017, 2017-2018, 2018-2019, 2019-2020, 2021-2022
- Coppa di Germania: 9

Wolfsburg : 2012-2013, 2014-2015, 2015-2016, 2016-2017, 2017-2018, 2018-2019, 2019-2020, 2020-2021, 2021-2022

#### Competizioni internazionali
- UEFA Women's Champions League: 2

Wolfsburg : 2012-2013, 2013-2014

### Nazionale
- Campionato mondiale under 19: 1

2004
- Campionato d'Europa under 19: 1

2006

### Individuale
- Fritz-Walter-Medaille

 Oro 2006